# Ramersdorf (Bonn)
Ramersdorf ist ein Ortsteil der Bundesstadt Bonn im Stadtbezirk Beuel. Ramersdorf erstreckt sich rechtsrheinisch vom Rheinufer bis in die Hänge des Ennert und ist mit seinem rheinnahen Bereich seit den 1990er-Jahren Bestandteil des Bundesviertels. Zum Ortsteil gehört der südlichste Teil des Statistischen Bezirks Li-Kü-Ra, der auch noch die benachbarten Ortsteile Küdinghoven und Limperich umfasst, der südlichste Teil des statistischen Bezirks Beuel-Süd, die nordwestliche Ecke des statistischen Bezirks Ramersdorf sowie ein Teil des Ennerts.

## Geschichte
Ramersdorf wurde urkundlich das erste Mal im 9. Jahrhundert erwähnt. Das Bonner Cassius-Stift hatte dort Besitzungen. 1136 erhielt das Stift eine päpstliche Bestätigung für den Besitz eines Gutes in Ramersdorf, das die Stiftsherren von der Abtei Siegburg erworben hatten. Weiteren Besitz erhielt das Stift 1142 in dem Ort durch die Schenkung eines Bonner Bürgers mit dem Namen Roingus. Auch die Abtei Heisterbach erhielt in Ramersdorf schon vor 1246 Zins und Zehnten sowie eine Mühle.

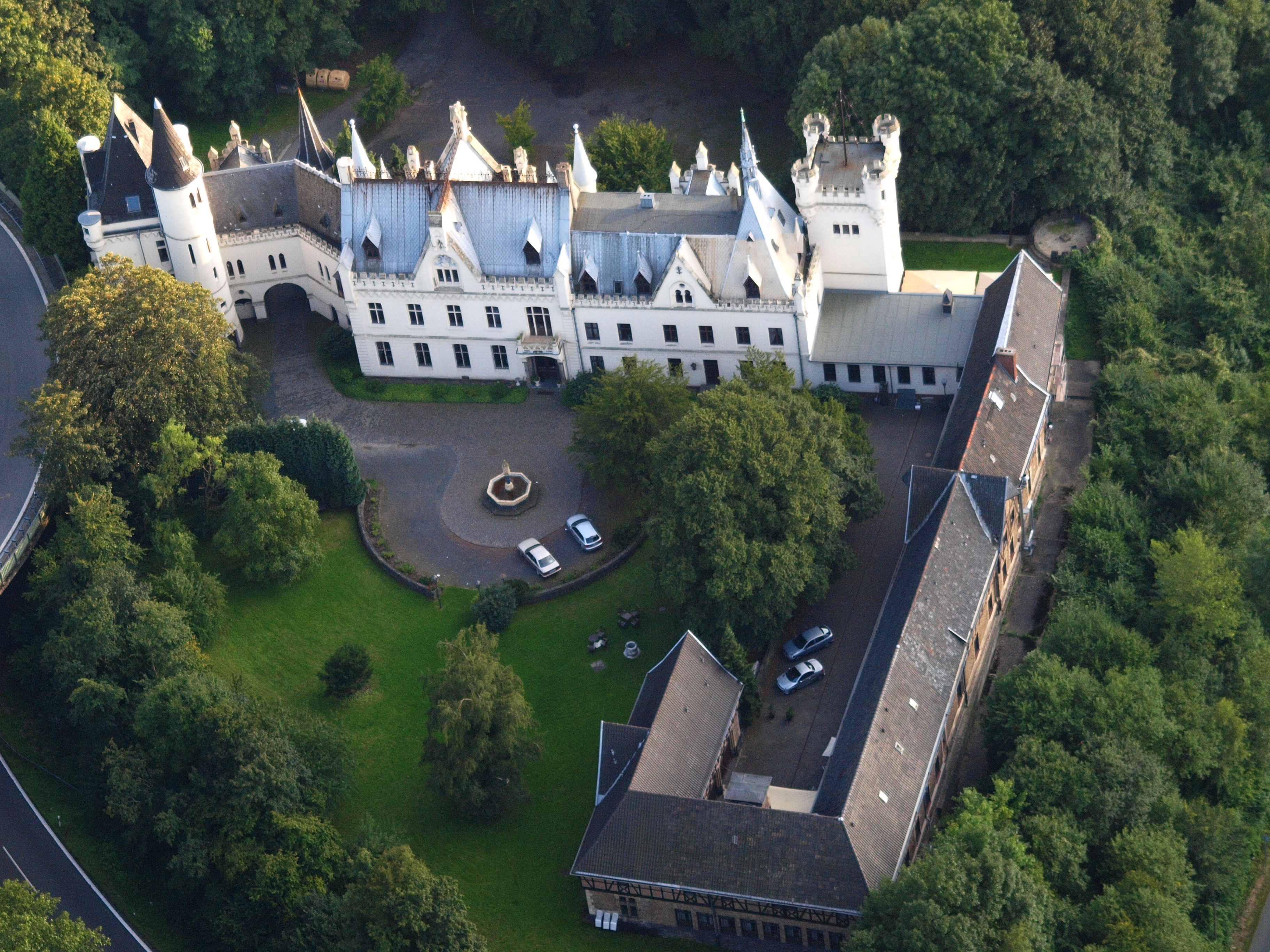
Kommende Ramersdorf

Um 1230 wurde die Kommende Ramersdorf des deutschen Ordens gestiftet, die heute als Hotel bewirtschaftet wird und am Autobahndreieck von A 59 und A 562 liegt.
Seit Ramersdorf 1969 Stadtteil von Bonn wurde und durch die Autobahnbrücke der A 562 an das linksrheinische Regierungsviertel angebunden wurde, erlebt der Ortsteil ein enormes Wachstum. 1979 wurde zur Bundesgartenschau ein Teil des Rheinufers zum Landschaftspark Rheinaue umgestaltet, der durch die Autobahnbrücke mit dem linksrheinischen Hauptteil des Parks verknüpft ist. Um den Park herum gruppieren sich mehrere Gewerbegebiete, die sich zu Arbeitsplatzschwerpunkten entwickelten. Heute befindet sich hier unter anderem die ehemalige Konzernzentrale von T-Mobile (der Telekom Campus); inzwischen aufgegangen in der Telekom Deutschland GmbH. Das neue Polizeipräsidium für Bonn wurde im Oktober 2006 von der Polizei Bonn bezogen. Die dynamische Entwicklung insbesondere seit den 1990er-Jahren ist auch auf die Entwicklungsmaßnahme Bundesviertel zurückzuführen, von der sich Teilgebiete in Ramersdorf befanden.
Im Süden Ramersdorfs befindet sich das Gelände einer ehemaligen Zementfabrik, das seit 2003 im Rahmen des Städtebauprojekts „Bonner Bogen“ umfassend umgestaltet wird. Hier entstanden unter der Leitung des Bonner Architekten Karl-Heinz Schommer Wohn- und Bürogebäude, Veranstaltungsräume sowie ein Hotel. Einige denkmalgeschützte Gebäude der alten Fabrik blieben erhalten und wurden umfassend saniert, darunter die Direktorenvilla, das Verwaltungsgebäude und der Wasserturm. Von großer archäologischer Bedeutung sind die über 600 Gräber aus der Merowingerzeit, die in diesem Bereich gefunden wurden.

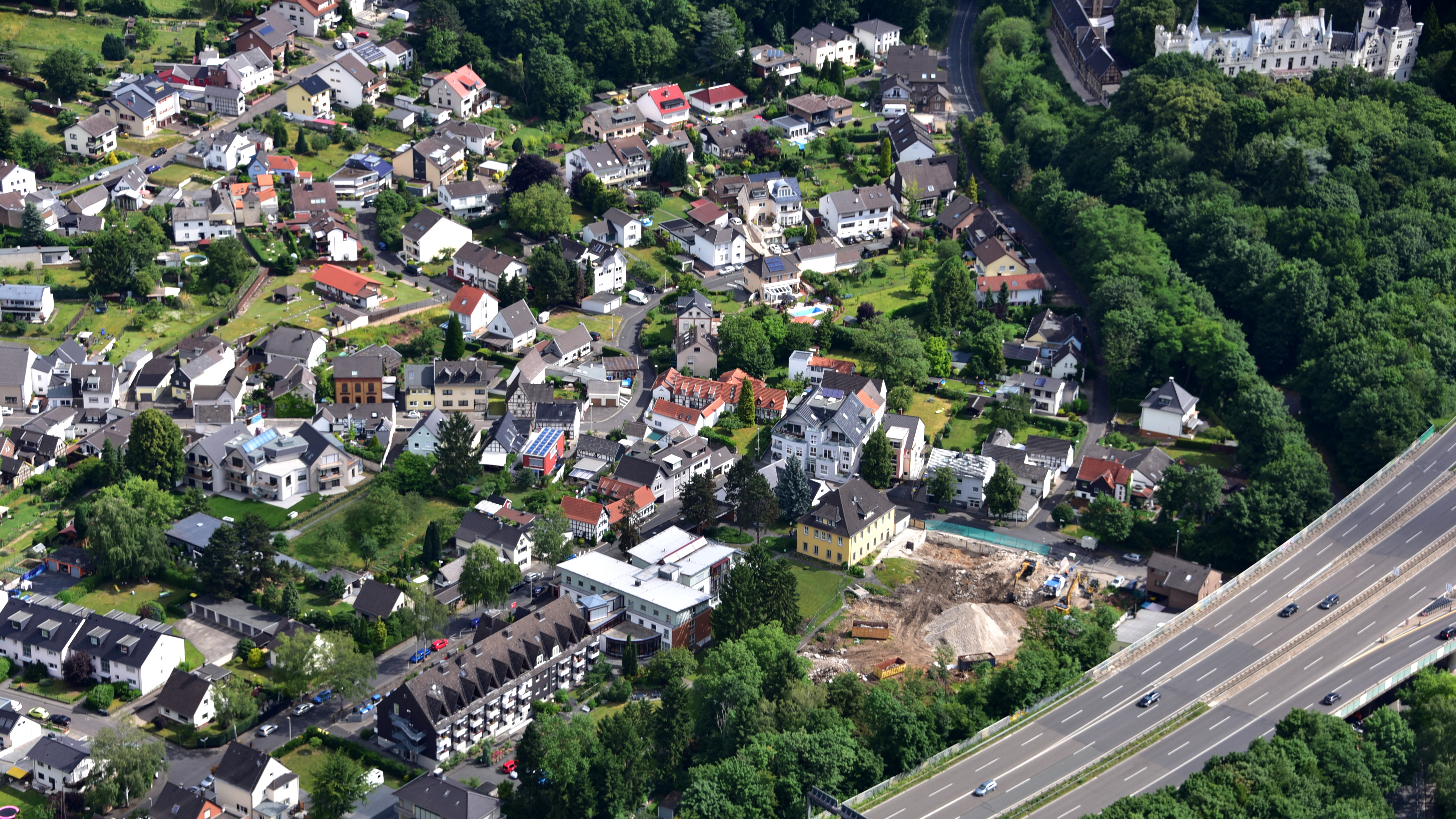
Ramersdorf, Luftaufnahme (2017)
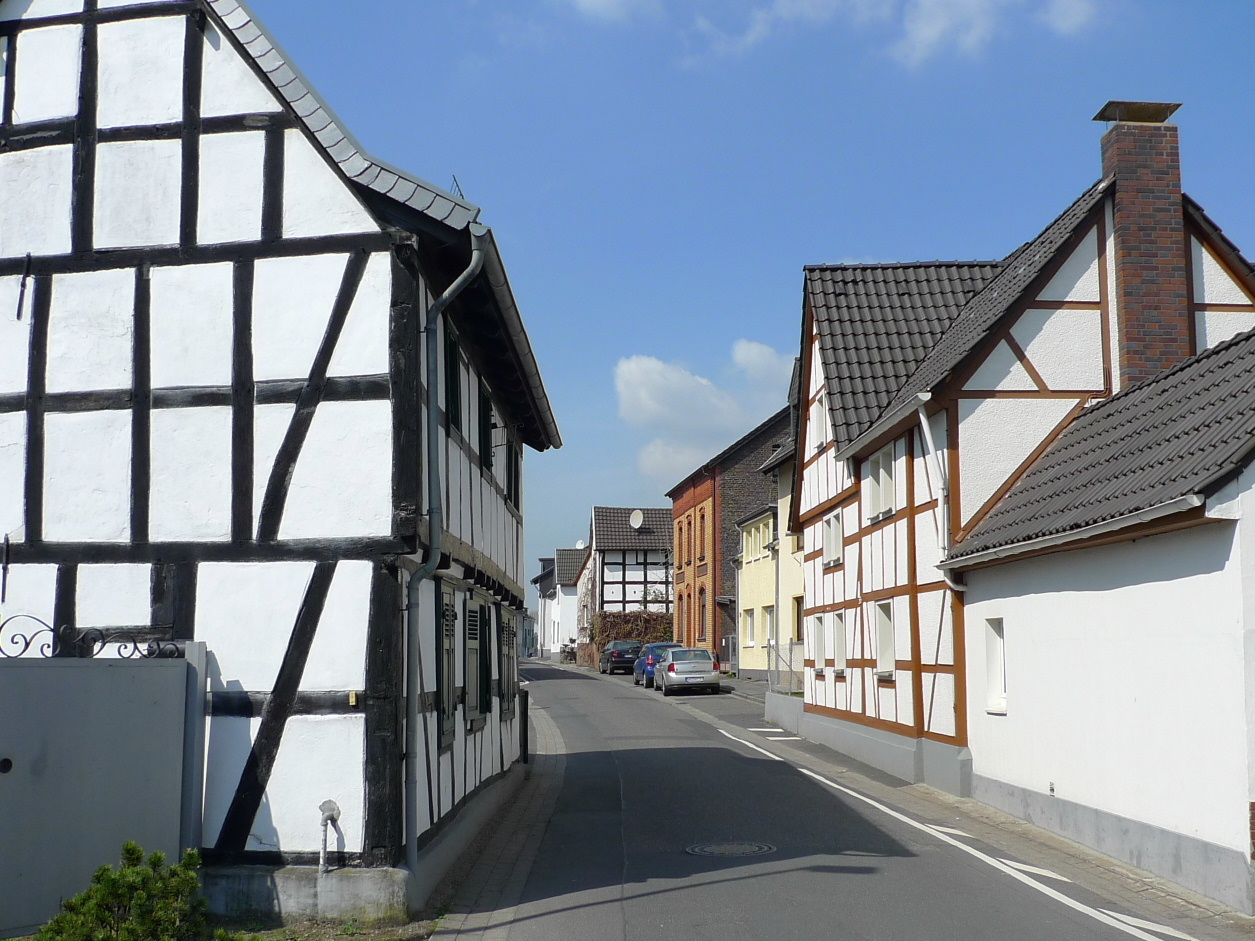
Ortszentrum/Lindenstraße in Ramersdorf
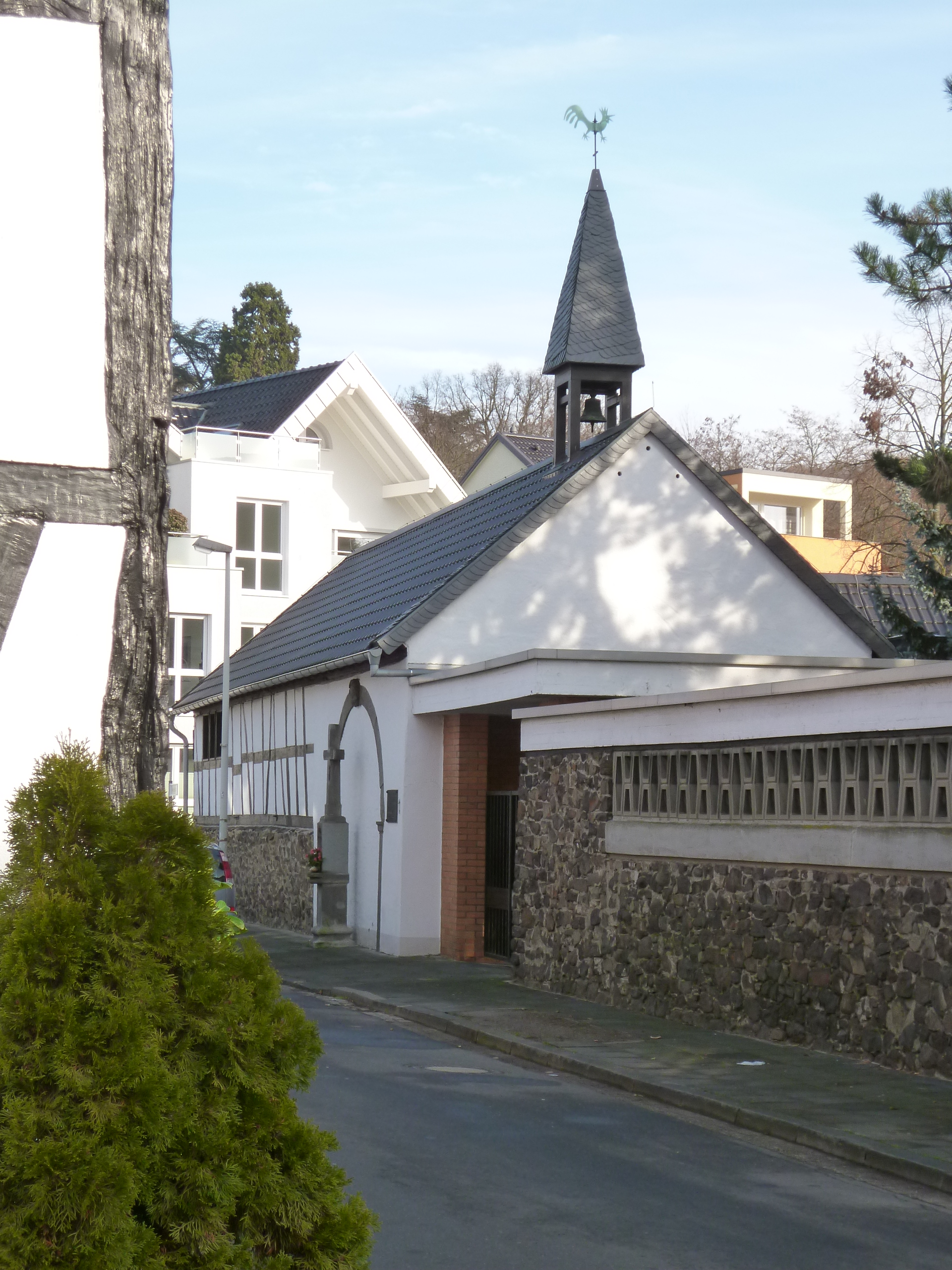
Kapelle des Herz Jesu-Klosters
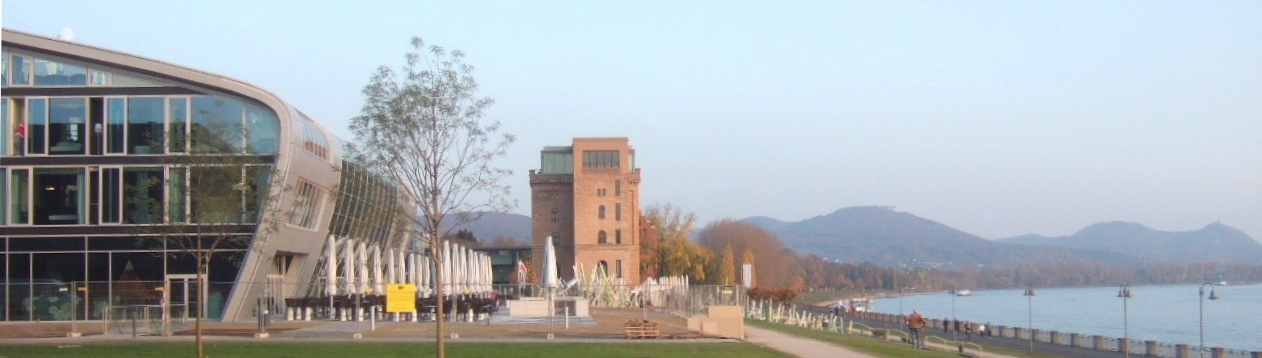
Bonner Bogen
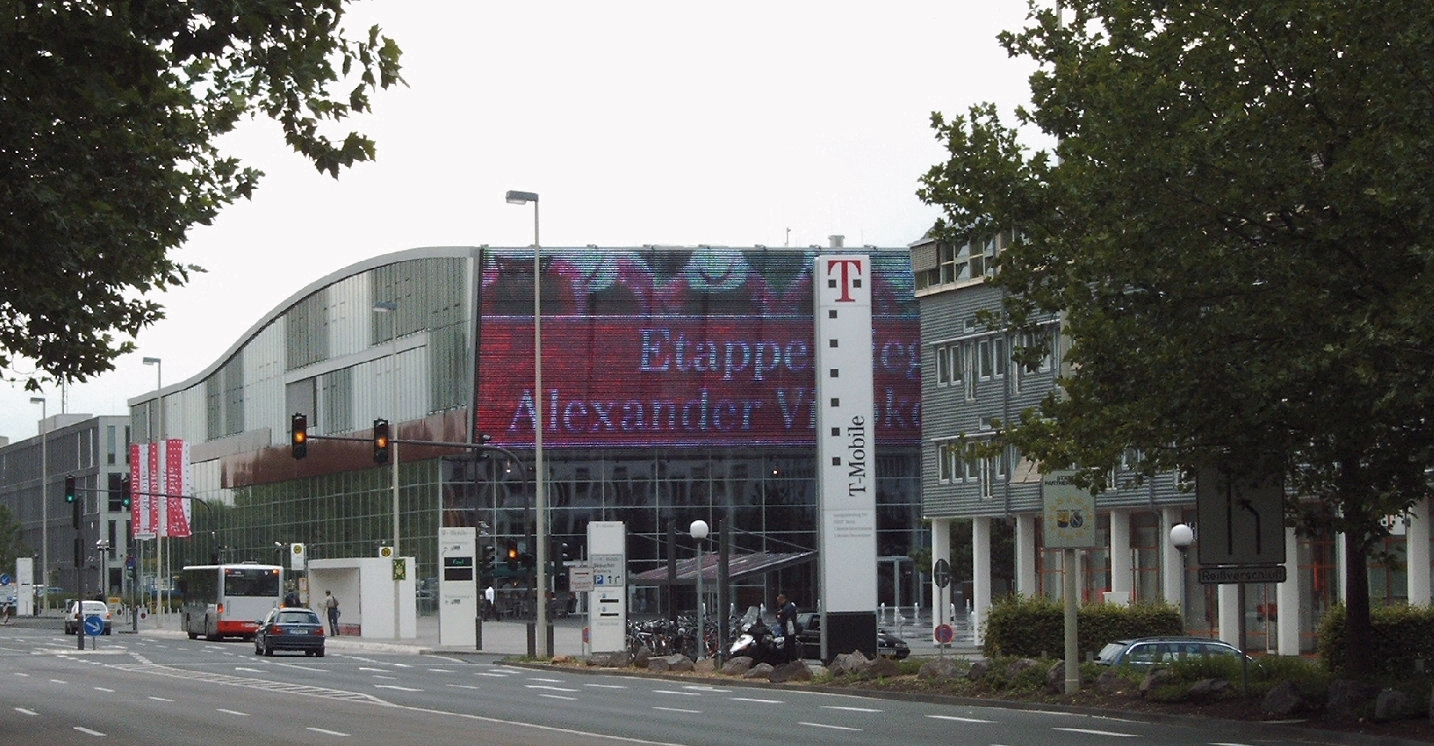
ehem. Zentrale von T-Mobile
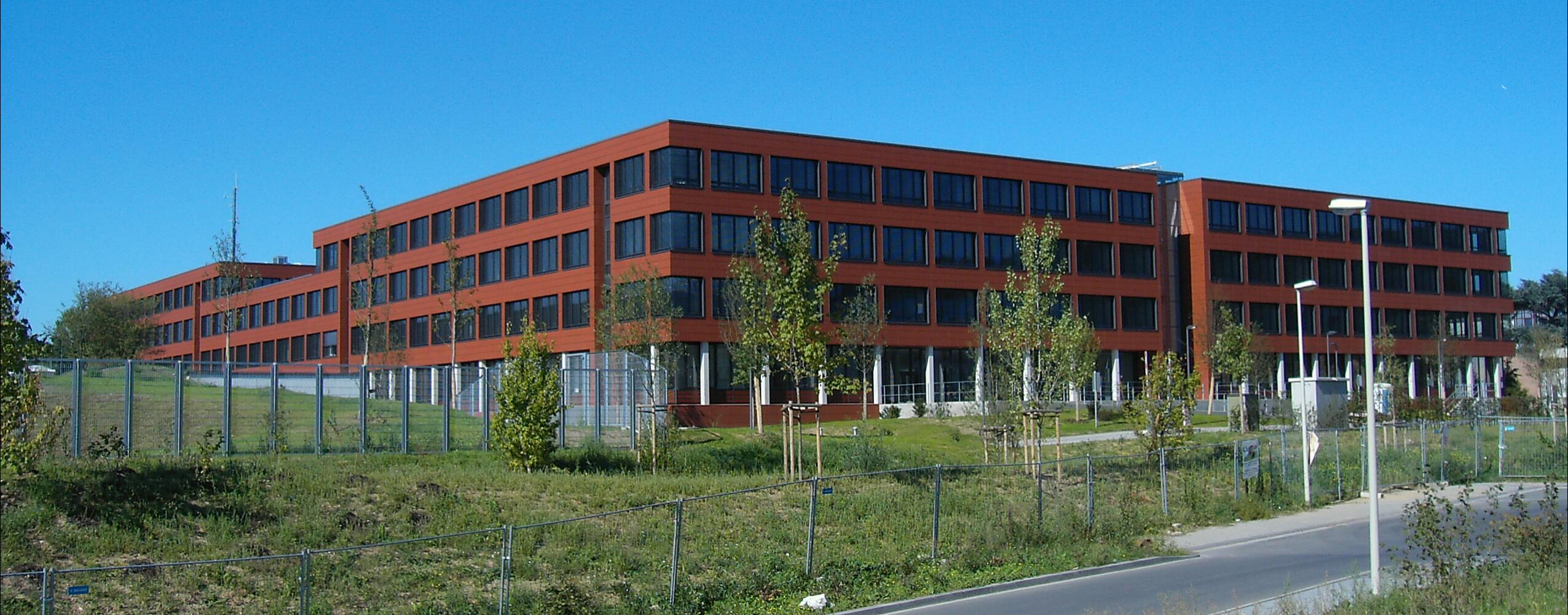
Polizeipräsidium Bonn

### Einwohnerentwicklung
| Jahr | Einwohner |
| ---- | --------- |
| 1816 | 303       |
| 1843 | 389       |
| 1871 | 486       |
| 1905 | 832       |
| 1961 | 1.312     |

## Persönlichkeiten
- Henriette Brey (* 15. November 1875 in Capellen bei Geldern; † 27. Mai 1953 in Ramersdorf), Schriftstellerin
- Max Rendschmidt (* 12. Dezember 1993 in Bonn), Kanute, in Ramersdorf aufgewachsen[8]

## Sonstiges
Die Stadt Bonn plant eine Seilbahn über den Rhein zwischen Ramersdorf und dem Venusberg. Sie soll die erste Seilbahn in Deutschland sein, die ins ÖPNV-Angebot integriert wird, könnte den ÖPNV attraktiver machen, viele Autofahrten ersetzen und (wie die Seilbahn Koblenz) eine Touristenattraktion sein.